# Anaxyrus punctatus
Anaxyrus punctatus és una espècie d'amfibi que viu al sud-oest dels Estats Units i al nord-oest de Mèxic.
És un gripau petit, que fa de 3,7 a 7,5 cm de llarg. Té el cap i el cos aplanat i té el dors verd clar, verd oliva o marró vermellós amb glàndules cutànies vermelloses o de color carabassa. Té el ventre clar amb taques difuminades.
Es distingeix perquè té les glàndules paròtides rodones en comptes de tenir-les ovalades o allargades com la majoria de gripaus.